# Anthosactis pearseae
Anthosactis pearseae is een zeeanemonensoort uit de familie Actinostolidae. De anemoon komt uit het geslacht Anthosactis. Anthosactis pearseae werd in 2007 voor het eerst wetenschappelijk beschreven door Daly & Gusmão. 